# Kalanchoe garambiensis
Kalanchoe garambiensis là một loài thực vật có hoa trong họ Crassulaceae. Loài này được Kudô miêu tả khoa học đầu tiên năm 1930.